# 1 Clinton Street
1 Clinton Street (anteriormente conocida como 280 Cadman Plaza West) es una torre residencial en el vecindario de Brooklyn Heights de Brooklyn en Nueva York. Fue coronada en 2019 y terminado en 2020 y remplazó a una sucursal preexistente de la Biblioteca Pública de Brooklyn. Fue desarrollada por Hudson Companies y diseñado por Marvel Architects. Tiene 36 pisos y mide 132,8 metros (m). Se encuentra en el costado occidental del parque Cadman Plaza.

## Sitio
El edificio se encuentra en la antigua ubicación de la Biblioteca Pública de Brooklyn de 280 Cadman Plaza, que fue construida en 1962. Esta fue diseñada originalmente para servir como biblioteca y refugio de lluvia radiactiva. Durante el siguiente medio siglo, el edificio había acumulado muchos defectos, que en su mayor parte respondían a la falta de financiación que ha sufrido desde hace décadas el sistema de Bibliotecas Públicas de Nueva York. El Departamento de Diseño y Construcción y un consultor externo evaluaron por separado la propiedad y acordaron que el edificio tenía necesidades de capital atrasadas por un valor aproximado de 9 millones de dólares. Estos grandes costos pendientes fueron importantes factores que contribuyeron a la decisión de remodelar la ubicación.
Los planes de demolición para el sitio se presentaron y aprobaron en marzo de 2017, y la demolición procedió según lo previsto. A partir de enero de 2021, la construcción de la biblioteca estaba programada para completarse a mediados de 2021.

## Diseño
El nuevo edificio tiene 125 m con un total de 27.385,3 m². Los nuevos diseños tienen un total de 134 unidades en total. Hay 8 departamentos en el segundo piso del edificio, doce unidades en el tercer piso y ocho en el cuarto. Todos los pisos de arriba tienen menos unidades, pero estas son más grandes. El tamaño promedio de las unidades es de 191,8 m², con un total de 25 702,7 m² asignados a espacio residencial. Los tres pisos inferiores, que remplazaron a la antigua biblioteca de Brooklyn Heights, abarcan 2473,5 m². La entrada principal a la biblioteca está en Cadman Plaza West. Finalmente, un espacio comercial de 86 m² ocupará el resto del primer piso.
Los arquitectos de registro de la nueva biblioteca y condominio (Marvel Architects) han optado por un diseño contemporáneo que debe ser práctico al mismo tiempo que incorpora el minimalismo que reducirá el aspecto anticuado del edificio a medida que envejece. Como afirma Marvel Architects, “una fachada cuadriculada, minimalista y altamente repetitiva, revestida de piedra caliza, le da al edificio una presencia elegante dentro del variado contexto urbano. La forma distintiva del edificio proviene de su huella triangular, creando tres fachadas que se dirigen a diferentes partes de la ciudad: el puerto al suroeste, Midtown Manhattan al norte y la alfombra de Brooklyn de piedra rojiza al este ".

## Controversia
La venta del edificio generó polémica pues el sitio anteriormente tenía una sucursal de la Biblioteca Pública de Brooklyn que fue demolida. Dos organizaciones se opusieron a las propuestas iniciales relacionadas con la venta del sitio: Citizens Defending Libraries y Love Brooklyn Libraries. Las preocupaciones incluyeron además el aumento del tráfico, la superpoblación de las escuelas locales, la disminución del espacio de la biblioteca y las preocupaciones sobre el desarrollador comprometerse a proporcionar viviendas asequibles. La Biblioteca Pública de Brooklyn proporcionó una defensa de la venta, declarando frente al consejo de la ciudad que no recibe fondos suficientes de la ciudad. Sin embargo, una queja enviada al fiscal general de la ciudad y el estado alega que la Biblioteca Pública tiene más de 100 millones de dólares en fondos no gastados.
A su vez, hubo cierta cierta polémica en torno al destino de seis bajorrelieves realizados por el escultor italiano Clemente Spampinato, que  adornaban la fachada de la antigua biblioteca antes de que comenzara la demolición.  Se tiene previsto que dos de los paneles se instalen en las salas de conferencias de la nueva biblioteca y que los cuatro restantes se coloquen en el nuevo jardín al aire libre de la sucursal de Walt Whitman en Fort Greene.

## Uso
El edificio es residencial, con la excepción de un pequeño espacio comercial. l A su vez, incluyó una sucursal de biblioteca en el primer piso, aunque más pequeña que la que proporcionaba el edificio anterior. Como parte del acuerdo mediante el cual Hudson recibió derechos de urbanización, se construyeron 114 unidades de vivienda asequible en Clinton Hill. El proyecto también incluyó un laboratorio educativo dedicado en ciencia, tecnología, ingeniería y matemáticas (STEM) para el distrito escolar local y una pequeña sucursal de biblioteca en DUMBO.